# Sam Eisenstein
Sam Eisenstein est un cascadeur et acteur de théâtre et de télévision allemande né le 26 novembre 1972 à Mönchengladbach en Allemagne.
Il fut d’abord cascadeur entre 1996 et 1998 pour la série Alerte Cobra, puis il prit des cours de théâtre. Son premier rôle à la télévision fut celui de David Mc Neal
dans la série Verbotene Liebe entre 2003 et 2005.
Depuis 2006 il joue le rôle de Martin Öztürk dans la série Le Rêve de Diana.
Il est marié avec l’actrice Mareike Eisenstein, qui a elle aussi joué dans quelques épisodes de la série Le Rêve de Diana, dans le rôle du commissaire Mary Koch. Ils ont eu quatre enfants dont l'aîné Fin Lennard, né le 5 août 1996, a déjà joué dans des séries pour ZDF et Sat.1.

## Filmographie
- 1996 - 1998 : Alerte Cobra (comme cascadeur)
- 2002 : The Money Talks
- 2002 : Die Boten Michaels
- 2003 - 2005 : Verbotene Liebe : David McNeal (série)
- 2004 : Zaubertod
- 2005 : WC Besetzt
- 2006 - ... : Le Rêve de Diana : Martin Öztürk (VF : Didier Cherbuy)
- 2007 : Zimmer Frei